# Józef Szmidt
Józef Szmidt   (Miechowice, 28 de març de 1935 - Zagozd, 29 de juliol de 2024) va ser un atleta polonès guanyador de dues medalles olímpiques d'or en triple salt.

## Biografia
Va néixer el 28 de març de 1935 a la ciutat de Miechowice, població situada en aquells moments a la província de l'Alta Silèsia (Alemanya nazi) però que avui dia forma part del Voivodat de Silèsia (Polònia). És germà del també atleta Edward Szmidt.
Va participar, als 25 anys, en els Jocs Olímpics d'Estiu de 1960 realitzats a Roma (Itàlia), on aconseguí guanyar la medalla d'or en la prova olímpica de triple salt amb un salt de 16.81 metres, establint així un nou rècord olímpic. En aquesta mateixos Jocs participà en la prova dels relleus 4x100 metres amb l'equip polonès, si bé fou eliminat en primera ronda.
En els Jocs Olímpics d'Estiu de 1964 realitzats a Tòquio (Japó) aconseguí revalidar el seu títol olímpic, establint un nou rècord olímpic amb un salt de 16.85 metres. Participà, així mateix, en els Jocs Olímpics d'Estiu de 1968 celebrats a Ciutat de Mèxic (Mèxic), on va finalitzar setè en la prova de triple salt.
Al llarg de la seva carrera aconseguí dues medalles d'or en el Campionat d'Europa d'atletisme. El 5 d'agost de 1960 establí un nou rècord del món de l'especialitat al saltar 17.03 metres, convertint-se en el primer home que saltava més de 17 metres. El seu rècord fou vigent fins als Jocs Olímpics d'estiu de 1968 quan fou superat per l'italià Giuseppe Gentile amb un salt de 17.10 metres.